# Helena Zengel
Helena Zengel (* 10. června 2008 Berlín) je německá dětská herečka.

## Životopis
Narodila se a vyrůstala v Berlíně. Svou hereckou kariéru zahájila v pěti letech ve videoklipu berlínské rockové kapely Abby. Její první hlavní role ve filmu přišla v jejích osmi letech, když se objevila v studentském filmu režisérky a scenáristky Maschy Schilinski Die Tochter, který byl uveden na Berlinale a napsala a režírovala a byl uveden na Berlinale. Měla také malé role ve dvou dílech německého televizního seriálu Die Spezialisten – Im Namen der Opfer.
V dramatu Narušitel systému, které napsala a režírovala Nora Fingscheidt a mělo premiéru v únoru 2019 na Berlinale, ztvárnila hlavní roli agresivní a traumatizované devítileté „Benni“. V dubnu 2020 získala německou filmovou cenu pro nejlepší herečku, byla také nominována na Evropskou filmovou cenu pro nejlepší herečku. Poté, co za Narušitele systému získala řadu mezinárodních cen, ji studio Universal Pictures obsadilo do hlavní ženské role v americkém snímku Zprávy ze světa. Ve tomto filmu režiséra Paula Greengrasse ztvárnila desetiletou sirotu Johannu, o níž se stará kapitán Jefferson Kyle Kidd (v podání Toma Hankse).

## Filmografie
| Rok  | Název                                    | Role                     | Notes                        |
| ---- | ---------------------------------------- | ------------------------ | ---------------------------- |
| 2014 | Spreewaldkrimi: Mörderische Hitze        | Johanna                  | televizní film               |
| 2016 | Looping                                  | Lilly                    |                              |
| 2016 | Die Spezialisten – Im Namen der Opfer    | Anja Rothmann            | seriál, díl: „Flowerpower“   |
| 2017 | Die Spezialisten – Im Namen der Opfer    | Lily Weyer               | seriál, díl: „Sommermärchen“ |
| 2017 | Der gute Bulle                           | Fabienne                 | televizní film               |
| 2017 | Die Tochter                              | Luca                     | studentský film              |
| 2019 | Narušitel systému                        | Bernadette „Benni“ Klaaß |                              |
| 2019 | Inga Lindström: Familienfest in Sommerby | Mila                     | televizní film               |
| 2020 | Zprávy ze světa                          | Johanna Leonberger       |                              |

## Ocenění a nominace
| Rok  | Ocenění                                     | Kategorie                           | Projekt           | Výsledek      |
| ---- | ------------------------------------------- | ----------------------------------- | ----------------- | ------------- |
| 2019 | Internationales Filmfest Emden-Norderney    | Creative Energy Award (za herectví) | Narušitel systému | vítězství     |
| 2019 | Mezinárodní filmový festival v Santiagu     | Nejlepší herečka                    | Narušitel systému | vítězství     |
| 2019 | Evropské filmové ceny                       | Nejlepší herečka                    | Narušitel systému | nominace      |
| 2020 | Mezinárodní filmový festival Palm Springs   | Nejlepší herečka                    | Narušitel systému | vítězství     |
| 2020 | Deutscher Filmpreis                         | Nejlepší herečka                    | Narušitel systému | vítězství     |
| 2021 | Satellite Award                             | Nejlepší herečka ve vedlejší roli   | Zprávy ze světa   | nominace      |
| 2021 | Zlatý glóbus                                | Nejlepší herečka ve vedlejší roli   | Zprávy ze světa   | nominace      |
| 2021 | Cena Sdružení filmových a televizních herců | Nejlepší herečka ve vedlejší roli   | Zprávy ze světa   | bude oznámeno |
| 2021 | Critics' Choice Movie Awards                | Nejlepší mladý herec/mladá herečka  | Zprávy ze světa   | nominace      |